# Record of Lodoss War: Die graue Hexe
Record of Lodoss War: Die graue Hexe (jap. ロードス島戦記 灰色の魔女, Rōdosu-tō senki: Haiiro no majo) ist eine Manga-Trilogie von Yoshihiko Ochi, die auf Ryō Mizunos erstem gleichnamigen Roman von 1988 beruht. Sie gehört zum Fantasy-Franchise Record of Lodoss War und behandelt daher das Schicksal einiger Charaktere von Record of Lodoss War.

## Handlung
Der junge Soldat Parn, Sohn eines berühmten Ritters Thesius, will ein großer Ritter werden. Daher will er für sein Land Valis in den Kampf ziehen, als das Königreich Marmo mit der Hilfe des Magiers Vagnard erst das Land Kanon erobert und nun seine Heimat bedroht. Parn schließen sich sein alter Freund und Priester Eto, die Hochelfe Deedlit, der Zwerg Gim, der Magier Slain und der Dieb Woodchuck an. Als sie auf dem Weg von Alania nach Valis sind, retten sie Prinzessin Fiana von Valis, die von der grauen Hexe Karlla entführt wurde. Die Hexe hat sich mit Marmo verbündet, da dessen Herrscher der Insel Lodoss Frieden bringen will, indem er sie eint.
Um Hilfe gegen Karlla zu erhalten, werden die Gefährten von König Fawn zu dem Weisen Wort gesandt. Bei Wort treffen sie auch Karlla, die ihnen ihre Beweggründe offenbart. Doch kann die Gruppe erreichen, dass Karlla Marmo nicht hilft, sofern Wort auch nicht Valis unterstützt. Den Freunden aber kann Wort helfen. So gelingt es, Marmos Armee zu schlagen und Karlla zu besiegen.

## Veröffentlichung
Die drei Bände erschienen in Japan im Zwei-Jahres-Abstand von 1995 bis 1999 beim Verlag Kadokawa Shoten. In Deutschland kamen alle Bände innerhalb des Jahres 2001 beim Carlsen-Verlag heraus. Die Übersetzung ins Deutsche erfolgte wie bei allen Record of Lodoss War-Manga durch Christine Rödel. Der Manga wurde außerdem ins Englische, Polnische, Spanische und Portugiesische übersetzt.

## Rezeption
Die Zeitschrift AnimaniA lobt besonders die gelungen integrierten Rückblenden, die Hintergrundinformationen zu den Charakteren einführen. Die diversen Kämpfe seien „nicht unbedingt zimperlich aber auch nicht gerade brutal inszeniert“ und durch Humor unterbrochen und ausgeglichen. Die fast slapstickhaften Szenen seien in einem für Record of Lodoss War ungewöhnlichen, in Richtung Super Deformed entwickelten Zeichenstil umgesetzt. So biete der Manga kurzweilige Unterhaltung für Fantasy-Fans, auch wenn diese aufgrund der teils schon aus früheren Werken der Reihe bekannten Handlung nicht sehr innovativ sei.